# Hildegard Bußmann
Hildegard Bußmann (* 16. April 1940 in Berlin als Hildegard Koch) ist eine deutsche Journalistin und Autorin. Sie war verheiratet mit Jochen Bußmann und lebt in Berlin.

## Leben
Hildegard Bußmann wuchs in Berlin auf und studierte an der Freien Universität Berlin Kunstgeschichte, Germanistik und Philosophie. Dort promovierte sie 1969 mit einer Dissertation über den italienischen Maler und Zeichner Francesco Salviati.
Anschließend arbeitete sie in Kunsthandel und Verlagswesen und absolvierte 1971/72 ein Kontaktstudium in Bildungsforschung und Bildungsökonomie an der Technischen Universität Berlin bei Friedrich Edding. Sie war von 1973 bis 1975 Mitarbeiterin des Forschungsprojekts Integration von beruflicher und allgemeiner Bildung im europäischen Vergleich des Bundesministerium für Bildung und Forschung in Berlin.
Ab 1975 arbeitete Hildegard Bußmann als freie Journalistin mit den Schwerpunkten Bildungspolitik, Pädagogik und Familienpolitik für Hörfunk und Printmedien. Für den Hörfunk des Südwestfunks und des Süddeutschen Rundfunks verfasste sie zahlreiche Feature und Dokumentationen. 1988 wurde sie Redakteurin beim Süddeutschen Rundfunk und Koordinatorin des gemeinsam mit dem Südwestfunk geplanten Gemeinschaftsprogramm S2 Kultur.

## Rundfunk
1990 wurde Hildegard Bußmann Chefredakteurin Kultur im Hörfunk des Süddeutschen Rundfunks in Stuttgart und Nachfolgerin von Hans Jürgen Schultz. Mit der Fusion von Süddeutschem Rundfunk und Südwestfunk wurde Hildegard Bußmann Programmchefin des Kulturprogramms SWR2.
Unter ihrer Leitung wurde die Redaktionen zusammengeführt, das Programmschema überarbeitet und die Präsentation des Programms neu gestaltet. Hildegard Bußmann beauftragte den Jazzpianisten Wolfgang Dauner mit einer Komposition für das Signet des Kulturprogramms. Es entstanden die Programmschwerpunkte SWR2 extra, die Programmleisten SWR2 Wissen aus dem vormaligen Schulfunk, SWR2 Dschungel und SWR2 Matinee, Programmtage und Kulturfestivals sowie SWR2 als Radio on Demand. und der SWR2 Radio Club.
Am 30. August 2004 schied Hildegard Bußmann als Programmchefin SWR2 aus und ist dort verschiedentlich Autorin. 2005 erhielt sie für ihre herausragenden Leistungen für das Gemeinwesen das Bundesverdienstkreuz.

## Mitgliedschaften
- Im Vorstand der Badischen Bibliotheksgesellschaft[14] Karlsruhe von 1999 bis 2003[15]
- Mitglied des externen Sachverständigenrates der Sozialwissenschaften[16] der Universität Göttingen bis 2002[17]
- Beirätin der Stiftung Zurückgeben, Berlin[18]

## Veröffentlichungen
- Vorzeichnungen Francesco Salviatis. Studien zum zeichnerischen Werk des Künstlers, 1969.[19]
- Unser Kind geht auf die Waldorfschule: Erfahrungen und Ansichten. Herausgegeben von Hildegard und Jochen Bussmann, Rowohlt 1990. ISBN 978-3-499-18736-0
- Die Tragweite des pädagogischen und didaktischen Ansatzes bei Martin Wagenschein, zusammen mit Michael Soostmeyer, in: Wagenbach Hefte 9, 1996.
- Die ungebrochene Bedeutung des exemplarisch-genetisch-sokratischen Lehrens und Lernens. Pädagogische Rundschau Band 50, 1996.
- Radio und Fernsehen wohin? In: Die Globalisierung als Herausforderung an das deutsche Mediensystem, Schwäbische Gesellschaft (Schriftenreihe 36/39), Stuttgart 2001.[20]
- Neues Leben auf dem Friedhof? Hochschulreform im Spiegel des Medieninteresses. Vortrag Sachverständigenrates der Universität Göttingen 2002.
- In Zusammenhängen denken lernen. Das Studium am European College of Liberal Arts in Berlin, 2003.[21]

## Radio-Features (Auswahl)
- Hochschulreform im Eilverfahren – Wieviel Freiheit bleibt den Hochschulen?, SWF2 28. Juni 1978[22]
- Zwei Schritte vor, ein Schritt zurück – Erfahrungen mit der reformierten Oberstufe und was man aus ihnen lernen kann, SWF2 18. Juni 1980[23]
- Wege des Lernens – Ziele des Studiums. Vom Wandel der Hochschulausbildung, SDR2 17. Februar 1982[24]
- Spiele der Menschen, SDR2 4. September 1982[25]
- Was wir hier machen, gab es halt vorher noch nicht – Ein Bericht über die Medizinerausbildung an der neuen Universität Witten/Herdecke, SWF2 16. Mai 1984[26]
- Uns braucht eigentlich niemand – Identifikationsprobleme junger Menschen, SDR2 15. Oktober 1985[27]
- In Frieden geschieden – Von der Utopie der sanften Scheidung, SDR2 14. Juni 1986[28]
- Vom Modell zum Sonderfall? Ein Bericht zur Situation der Gesamthochschulen in der Bundesrepublik, SWF2 18. März 1987[29]
- Umdenken mit Capra? Der Physiker Fritjof Capra in Stuttgart, SDR2 11. August 1987[30]
- Das entschwundene und das erträumte Land – Eine Geburtstagsfeier für Astrid Lindgren, SDR2 7. November 1987[31]
- Die Liebe und das Geld – Ein Hörbild über die Kurtisane Cora Pearl im Paris des Zweiten Kaiserreichs 1852 bis 1870, SDR2 4. Januar 1988[32]
- Die Macht der Sexualität, SDR2 19. Januar 1988[33]
- Grenzenloses Denken – Über Geist und Natur, SDR2 7. Juni 1988[34]
- Aufstand für den Frieden – Perspektiven eines Palästinenserstaates, SDR2 21. Februar 1989[35]